# Cao Lương Bằng
Cao Lương Bằng (1945 – 2016) là một Thiếu tướng Quân đội nhân dân Việt Nam, Chỉ huy trưởng Bộ chỉ huy Quân sự tỉnh Quảng Bình, Anh hùng lực lượng vũ trang nhân dân.

## Tiểu sử
Cao Lương Bằng sinh ngày 10 tháng 9 năm 1945, quê ở xã Thanh Hóa, huyện Tuyên Hóa, tỉnh Quảng Bình. Ông sinh ra trong một gia đình bần nông, lớn lên trong những năm kháng chiến chống Pháp.
Ông được kết nạp Đảng viên Đảng Cộng sản Việt Nam năm 1967, chính thức năm 1968, Huy hiệu 40 năm tuổi Đảng.

## Binh nghiệp
Tháng 4 năm 1965 ông lên đường nhập ngũ và được biên chế vào Trung đoàn 270, Quân khu 4. Đầu năm 1966 thì Trung đoàn được chuyển sang Quân khu Trị Thiên. Từ tháng 2 năm 1966 đến tháng 6 năm 1969 ông đã cùng đơn vị trải qua hàng trăm trận đánh lớn nhỏ, riêng cá nhân ông đã tham gia nhiều trận và trực tiếp tiêu diệt trên 200 tên địch, bắn rơi 2 máy bay trực thăng. Trải qua chiến đấu trên chiến trường Trị Thiên, từ chiến sĩ thuộc Tiểu đoàn 47, Trung đoàn 270, ông dần trở thành Tiểu đội trưởng, Trung đội trưởng, Phó Đại đội trưởng rồi Đại đội trưởng Đại đội 1 Tiểu đoàn 47 vào tháng 8 năm 1969. Trong thời gian còn giữ chức vụ chiến sĩ, ông từng tham gia chiến đấu trong trận đánh ở Xuân Hải và làng Lại An vào tháng 4 năm 1966, có lúc chỉ dựa vào 3 người để chiến đấu chống lại quân địch đông hơn và cuối cùng giành thắng lợi.
Năm 1969, ông được thăng Trung úy rồi Thượng úy, đảm nhiệm Phó Tiểu đoàn trưởng rồi Tiểu đoàn trưởng Tiểu đoàn 47, được cử ra Bắc học tập trong trường sĩ quan quân sự. Ngày 22 tháng 12 năm 1969, ông được Chủ tịch nước Tôn Đức Thắng phong tặng danh hiệu Anh hùng LLVTND. Năm 1972, ông là Đại úy, Phó Trung đoàn trưởng Trung đoàn 271, đến năm 1973 được thăng hàm Thiếu tá, Trung đoàn trưởng Trung đoàn.
Sau khi thống nhất đất nước, ông đi học văn hóa và đào tạo cán bộ cao cấp. Năm 1980 làm Phó Sư đoàn trưởng, Tham mưu trưởng Sư đoàn 326 thuộc Quân khu 2, sau chuyển sang Phó Sư đoàn trưởng rồi Sư đoàn trưởng Sư đoàn 342 thuộc Quân khu 4.
Từ tháng 8 năm 1989, ông tham gia Đại biểu Hội đồng nhân dân tỉnh Quảng Bình khoá XII, XIII, XIV, giữ chức Ủy viên Ban Thường vụ Tỉnh uỷ, Phó Bí thư Đảng uỷ Quân sự tỉnh, Chỉ huy trưởng Bộ Chỉ huy Quân sự tỉnh Quảng Bình, Quân khu 4.
Tháng 12 năm 1994, ông được phong quân hàm Thiếu tướng.
Năm 1997, ông trúng cử Đại biểu Quốc hội khóa X.
Năm 1999, do vết thương cũ tái phát, ông bị đột quỵ và phải nghỉ chữa bệnh. Sau 17 năm chiến đấu với bệnh tật, ngày 11 tháng 2 năm 2016, ông qua đời tại nhà riêng thuộc Tổ dân phố 7, phường Nam Lý, thành phố Đồng Hới, tỉnh Quảng Bình.

## Lịch sử phong quân hàm
| Năm thụ phong | 1969                                         | 1970                                                | 1972                                      | 1974                                    | 1977                                                 | 1981                                      | 1985                                             | 1994                                            |
| ------------- | -------------------------------------------- | --------------------------------------------------- | ----------------------------------------- | --------------------------------------- | ---------------------------------------------------- | ----------------------------------------- | ------------------------------------------------ | ----------------------------------------------- |
| Quân hàm      | Tập tin:Vietnam People's Army Lieutenant.jpg | Tập tin:Vietnam People's Army Senior Lieutenant.jpg | Tập tin:Vietnam People's Army Captain.jpg | Tập tin:Vietnam People's Army Major.jpg | Tập tin:Vietnam People's Army Lieutenant Colonel.jpg | Tập tin:Vietnam People's Army Colonel.jpg | Tập tin:Vietnam People's Army Senior Colonel.jpg | Tập tin:Vietnam People's Army Major General.jpg |
| Cấp bậc       | Trung úy                                     | Thượng úy                                           | Đại úy                                    | Thiếu tá                                | Trung tá                                             | Thượng tá                                 | Đại tá                                           | Thiếu tướng                                     |

## Danh hiệu
- Anh hùng Lực lượng vũ trang nhân dân (1969)
- Huân chương Chiến công hạng Nhất, Nhì, Ba
- Huân chương Bảo vệ Tổ quốc hạng Nhất
- Huy chương Chiến sĩ vẻ vang hạng Nhất, Nhì, Ba
- Huy chương Quân kỳ Quyết thắng
- Dũng sĩ Quyết thắng
- Dũng sĩ diệt Mỹ cấp một
- Dũng sĩ diệt máy bay
- Huy hiệu 40 năm tuổi Đảng.